# آنتون پانه‌کوک
آنتون پانه‌کوک (به هلندی: Anton Pannekoek) ‏ (۱۹۶۰ در وآسن - ۱۸۷۳ در واخنینگن) ستاره‌شناس، فیلسوف، نظریه‌پرداز مارکسیست و مبارز انقلابی کمونیست بود. او یکی نظریه‌پردازان اصلی کمونیسم شورایی بوده‌است.

## زندگی
در تاریخ ۲ ژانویه ۱۸۷۳ در وآسن در هلند به دنیا آمد و در تاریخ ۲۸ آوریل ۱۹۶۰ در واخنینگن در گذشت. او مبارز جبههٔ چپ انترناسیونال دوم بود و موضع‌گیری‌هایش بیشتر به رزا لوکزامبورگ نزدیک بود. با جنگ جهانی اوّل قویا مخالفت کرد و در سال ۱۹۱۹ به انترناسیونال سوم پیوست، اما در سال ۱۹۲۱ به علت چپ‌روی‌ها و مخالفت‌هایش یا اقتدارگرایی لنین از آن اخراج شد.
او به کمونیسم چپ گرایش داشت که از همان اوّل با استالین سر سازگاری نداشت و بین استالینیسم و مارکسیسم هیچگونه قرابتی نمی‌دید. اتحاد جماهیر شوروی را نه به عنوان سوسیالیسم که به عنوان سرمایه‌داری دولتی تعریف می‌کرد. پانه‌کوک مثل کارل مارکس و روزا لوکزامبورگ فکر می‌کرد که کمونیسم باید تنها از یک روند انقلابی برخیزد و به تقویت دموکراسی و حذف مالکیت خصوصی بر ابزار تولید بینجامد. در سال ۱۹۳۸ او با نام مستعار جان هارپر (John Harper) کتابی به نام «لنین فیلسوف» منتشر کرد.
آنتون پانه‌کوک از بنیان‌گذاران حزب کمونیست هلند و از اعضای حزب سوسیال دموکرات آلمان به شمار می‌رود.